# Grande Rocheuse
La Grande Rocheuse est un sommet culminant à 4 102 m d'altitude qui se situe dans le massif du Mont-Blanc à côté de l'aiguille Verte. Il est situé en France, en Haute-Savoie. Son accès se fait depuis le refuge du Couvercle (2 687 m), par le couloir Whymper, qui mène aussi à l'aiguille Verte (AD+) ou par le pilier sud (AD).